# OMICS Publishing Group
OMICS Publishing Group est un éditeur prédateur de revues universitaires en libre accès. Il publie sa première revue en 2008. En 2015, il revendique plus de 700 revues, bien qu'environ la moitié d'entre elles aient été supprimées. Ses filiales et marques comprennent Allied Academies, Conference Series LLC LTD, EuroSciCon LTD, Hilaris Publishing, iMedPub LTD, Longdom Publishing SL, Meetings International, Pulsus Group, Research & Reviews, SciTechnol, Trade Science Inc, Life Science Events, Walsh Medical Media et IT Medical Team.
OMICS a été attaquée par de nombreux universitaires et le gouvernement des États-Unis au sujet de la validité de l'examen par les pairs de ses publications, de la pertinence de ses frais et de son marketing, et de la publicité apparente des noms des scientifiques en tant qu'éditeurs de revues ou conférenciers sans leur permission. En 2013 l' instituts national de la santé américaine envoie une mise en demeure à OMICS, lui demandant de cesser ses fausses allégations d'affiliation avec des entités ou des employés du gouvernement des États-Unis. En août 2016, OMICS est devenu le premier éditeur universitaire à être poursuivi par la Federal Trade Commission (FTC) des États-Unis pour pratiques trompeuses. Près de trois ans plus tard, la FTC obtiens 50 millions de dollars en référé.
OMICS répond aux critiques en s'engageant à publier en libre accès, affirmant que ses détracteurs sont des éditeurs traditionnels par abonnement qui se sentent menacés par ce modèle de publication. Elle répond à la plainte de la FTC en soutenant que ses pratiques sont légales et en affirmant que les intérêts des entreprises est à l'origine de la plainte. Elle a également menacé un éminent critique, Jeffrey Beall, d'une action en justice d'un milliard de dollars pour diffamation.